# Mamczury (rejon złoczowski)
Mamczury lub Mamczary (ukr. Мамчурі) – wieś na Ukrainie w rejonie złoczowskim należącym do obwodu lwowskiego.

## Historia
Część Rudy Brodzkiej.
Do 2020 w rejonie brodzkim. 